# Langenstein
Langenstein è un comune austriaco di 2 513 abitanti nel distretto di Perg, in Alta Austria. Durante la seconda guerra mondiale, nella località Gusen, venne costruito il campo principale del campo di concentramento di Gusen, detto anche Gusen I, per sfruttare le cave di granito presenti sul territorio del comune. I deportati erano specialmente "prigionieri gravemente compromessi, incorreggibili e pregiudicati come asociali, cioè con scarse prospettive di miglioramento" come i lavoratori arrestati e rastrellati, dopo gli scioperi del 1943 e del 1944, a Sesto San Giovanni.

## Monumenti e luoghi d'interesse
- Memoriale del campo di concentramento di Gusen (Memorial Gusen)

## Amministrazione

### Gemellaggi
- Sesto San Giovanni[senza fonte]